# برادر ابله ما
برادر ابله ما (به انگلیسی: Our Idiot Brother) فیلم کمدی-درام آمریکایی به کارگردانی یسی پرتز با بازی پاول راد، زویی دشانل و امیلی مورتیمر محصول سال ۲۰۱۱ است.
فیلمنامه این فیلم را ایونیا پرتز و دیوید سکیسگال بر اساس داستانی نوشته یسی و ایونیا پرتز، نوشته‌است.
داستان فیلم درباره مرد آرمان گرایی است که با دوست دخترش به کشاورزی زیست‌پویا مشغول است و با ورود به زندگی سه خواهرش، زندگی هر کدام از آنها را دچار تغییراتی می‌کند.
اولین نمایش فیلم در جشنواره فیلم ساندنس ۲۰۱۱ بود و پخش جهانی آن از ۲۶ اوت ۲۰۱۱ شروع شد.
فیلمبرداری اصلی فیلم در ژوئیه ۲۰۱۰ شروع شد و ۳۰ روز طول کشید. بیشتر صحنه های فیلم در نیویورک و اطراف آن فیلمبرداری شد.